# Semnosoma ecarinatum
Semnosoma ecarinatum är en mångfotingart som först beskrevs av Carl Graf Attems 1899.  Semnosoma ecarinatum ingår i släktet Semnosoma och familjen Dalodesmidae. Inga underarter finns listade i Catalogue of Life.